# Lonicera ferdinandii
Lonicera ferdinandii är en kaprifolväxtart som beskrevs av Adrien René Franchet. Lonicera ferdinandii ingår i släktet tryar, och familjen kaprifolväxter. Inga underarter finns listade i Catalogue of Life.